# Рубанка (Житомирская область)
Рубанка (укр. Рубанка) — село на Украине, находится в Малинском районе Житомирской области.
Код КОАТУУ — 1823483604. Население по переписи 2001 года составляет 33 человека. Почтовый индекс — 11656. Телефонный код — 4133. Занимает площадь 0,581 км².

## Адрес местного совета
11600, Житомирская область, Малинский р-н, с. Ивановка